# Зелёное (Ивано-Франковская область)
Зелёное (укр. Зелене) — село в Верховинском районе Ивано-Франковской области Украины. Административный центр Зелёнской сельской общины.
Население по переписи 2001 года составляло 815 человек. Занимает площадь 8 км². Почтовый индекс — 78730. Телефонный код — 3432.